# Purpura (chi ốc biển)
Purpura là một chi ốc biển, là động vật thân mềm chân bụng sống ở biển thuộc họ Muricidae, họ ốc gai.

## Các loài
Các loài thuộc chi Purpura bao gồm:
- Purpura bufo Lamarck, 1822[2]
- Purpura mancinella (Linnaeus, 1758)[3]
- Purpura persica (Linnaeus, 1758)[4]

Các loài được đưa vào đồng nghĩa
- Purpura hippocastanum Lamarck[5]: đồng nghĩa của Thais (Thalessa) virgata (Dillwyn, 1817)
- Purpura hystrix Linnaeus[6]: đồng nghĩa của Drupa (Drupa) ricinus (Linnaeus, 1758)
- Purpura lapillus (Linnaeus, 1758)[7]: đồng nghĩa của Nucella lapillus (Linnaeus, 1758)
- Purpura rudolphi Lamarck, 1822[8]: đồng nghĩa của Purpura persica (Linnaeus, 1758)

## Hình ảnh

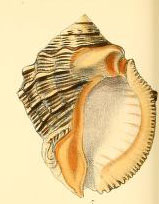